# Liste von Kraftwerken in Osttimor
Die Liste führt Kraftwerke in Osttimor auf.

## Übersicht
Die Liste ist nicht vollständig. Neben den großen Kraftwerken, welche von der Electricidade de Timor-Leste (EDTL) betrieben werden, wird die Elektrizitätsversorgung Osttimors durch kleine, lokale Dieselgeneratoren und Kleinkraftwerke geleistet, die hier nicht aufgeführt werden. So gibt es Projekte mit Biogasanlagen, die von Dorfkooperativen betrieben werden, etwa in Loi-Huno (Viqueque) und Ponilala (Ermera).
Von den geplanten 600 km Freileitungen, welche mit Hochspannung betrieben werden, und 120 km Erdkabeln waren im August 2013 90 % errichtet. Damit bestand eine zentrale Elektrizitätsversorgung in 47 Verwaltungsämtern in den zwölf Gemeinden. In der Sonderverwaltungsregion, der Exklave Oe-Cusse Ambeno nahm das Inur-Sacato-Kraftwerk 2015 seinen Betrieb auf. Die Insel Atauro soll mittels eines Seekabels mit Strom versorgt werden.

## Tabelle

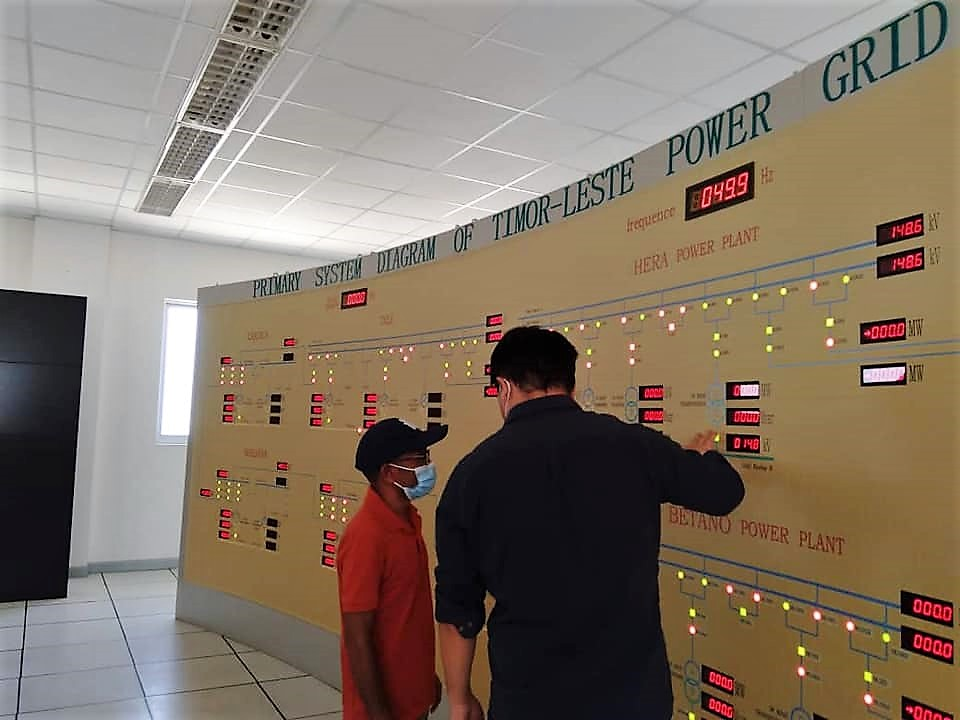
Diagramm des Primärsystems vom Versorgungsnetz Osttimors (Zentrale in Camea)

| Kraftwerke in Osttimor      |                 |                 |          |
| Kraftwerk                   | Gemeinde        | Art             | Leistung |
| Central Eléctrica de Betano | Manufahi        | Ölkraftwerk     | 136 MW   |
| Kraftwerk Hera              | Dili            | Ölkraftwerk     | 119 MW   |
| Inur-Sacato-Kraftwerk       | Oe-Cusse Ambeno | Ölkraftwerk     | 17,3 MW  |
| Gariuai                     | Baucau          | Wasserkraftwerk | 326 kW   |